# Charente (flod)
Charente är en flod i västra Frankrike som mynnar i Biscayabukten. 

## Flodbeskrivning

### Flodens källa
Charente rinner upp på gränsen mellan departementen Haute-Vienne och Charente. Källan ligger 308 m ö.h. i Chéronnac, en liten ort i departementet Haute-Vienne, väster om Monts du Limousin (Limousinbergen). 

### Övre floddalen
Efter en kort sträcka i departementet Vienne rinner floden rinner genom den lilla staden Civray och ger namn till två departement, Charente och Charente-Maritime. Efter Civray flyter Charente i sydlig riktning till Angoulême.

### Mellersta floddalen

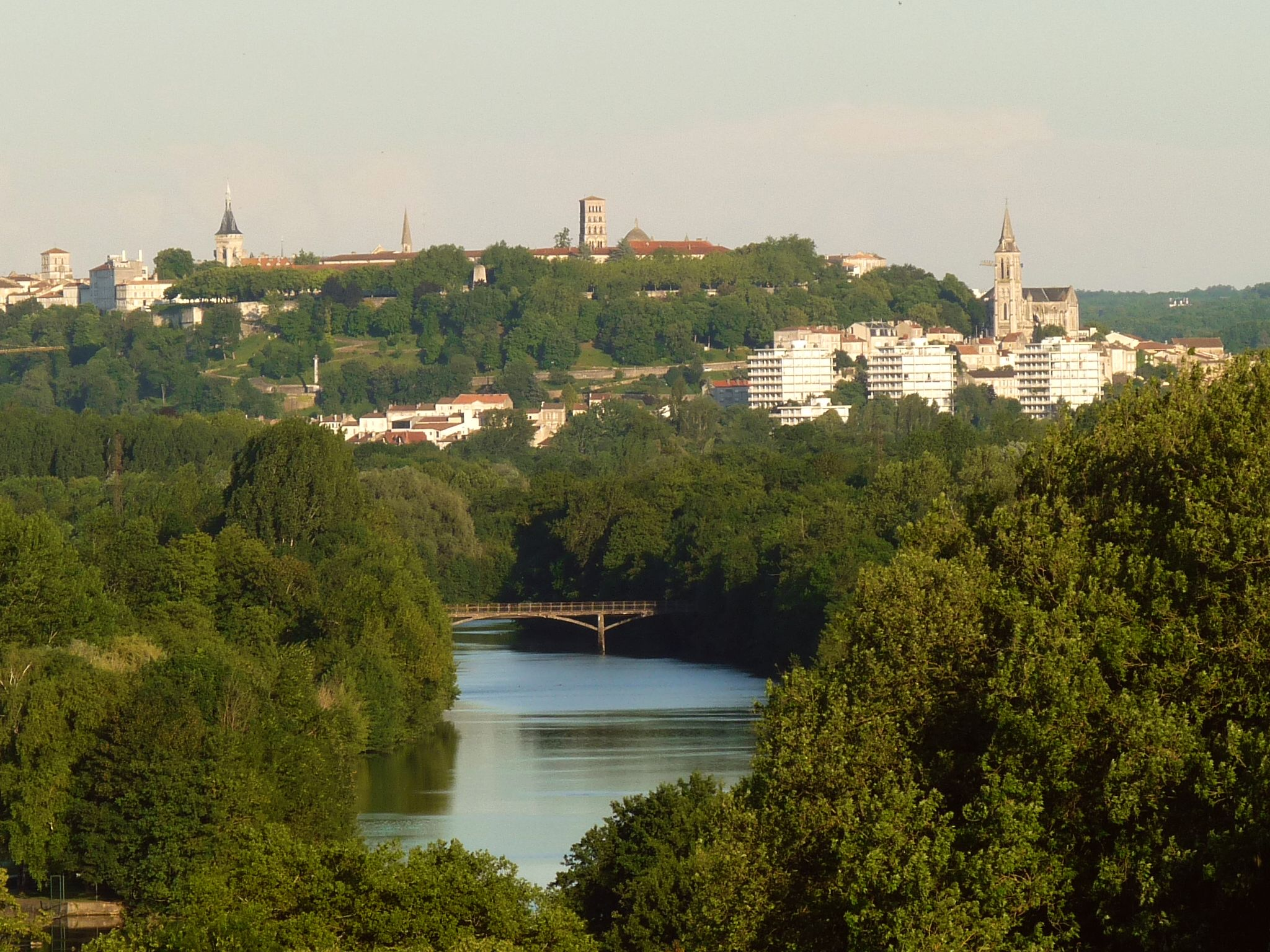
Floden Charente rinner genom Angoulême.

Efter Angoulême flyter vattendraget i västlig riktning till sin mynning. Den centrala dalen kallas Val d'Angoumois och är belägen kring Angoulême och Prée de Jarnac, som ligger mellan städerna Angoulême och Cognac i departementet Charente.

### Nedre floddalen
I Charente-Maritime vidtar den nedre dalen från Saintes. Dalen mellan Cognac och Saint-Savinien heter Val de Saintonge. Flodmynningen räknas från hamnstäderna Tonnay-Charente och Rochefort, båda belägna vid flodens norra strand. Floden mynnar i Atlanten, mittemot ön Oléron och Île-d'Aix. Vid mynningen är floden 4 km bred. En modern hängbro nära Rochefort, Pont de Martrou, byggdes över floden år 1998. 

## Hydrologi

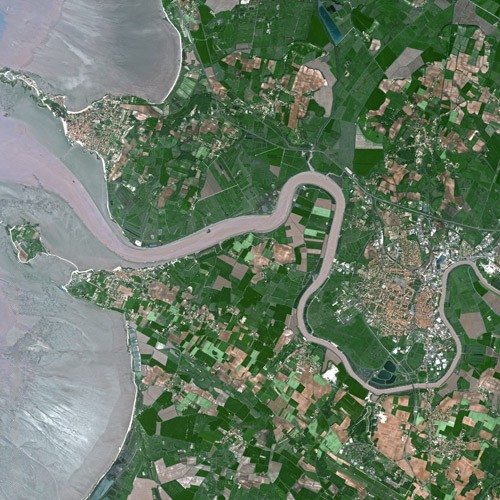
Satellitbild över Charentes flodmynning

Flodens totala längd är 381 km. Avrinningsområdet är 10 549 km² och medelflödet vid mynningen 95 m³/s.

### Större högerbiflöden
- Boutonne, 98 km lång.

### Större vänsterbiflöden
- Tardoire, 113 km lång (med bifloden Bonnieure).
- Bandiat, 91 km lång.
- Né, 66 km lång.
- Seugne, 83 km lång.

## Städer och byar

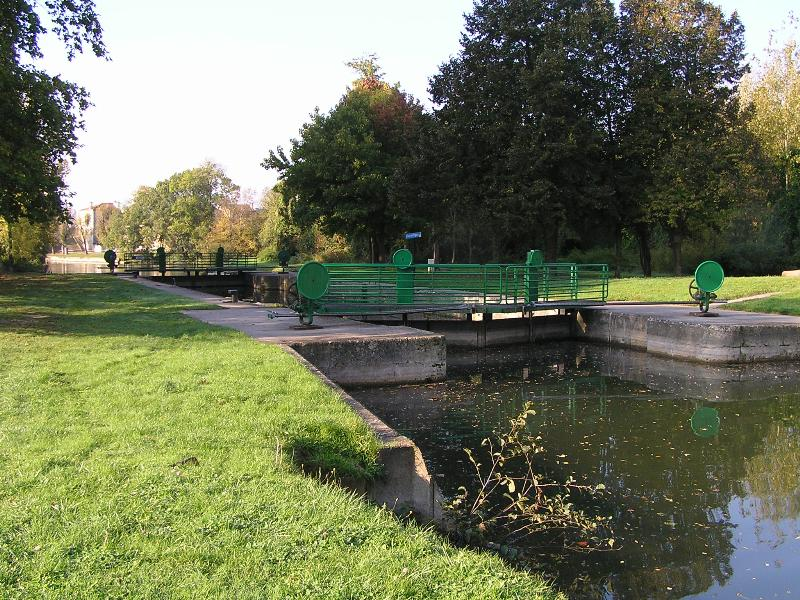
En sluss ovanför Cognac.

Några viktiga städer längs floden är:

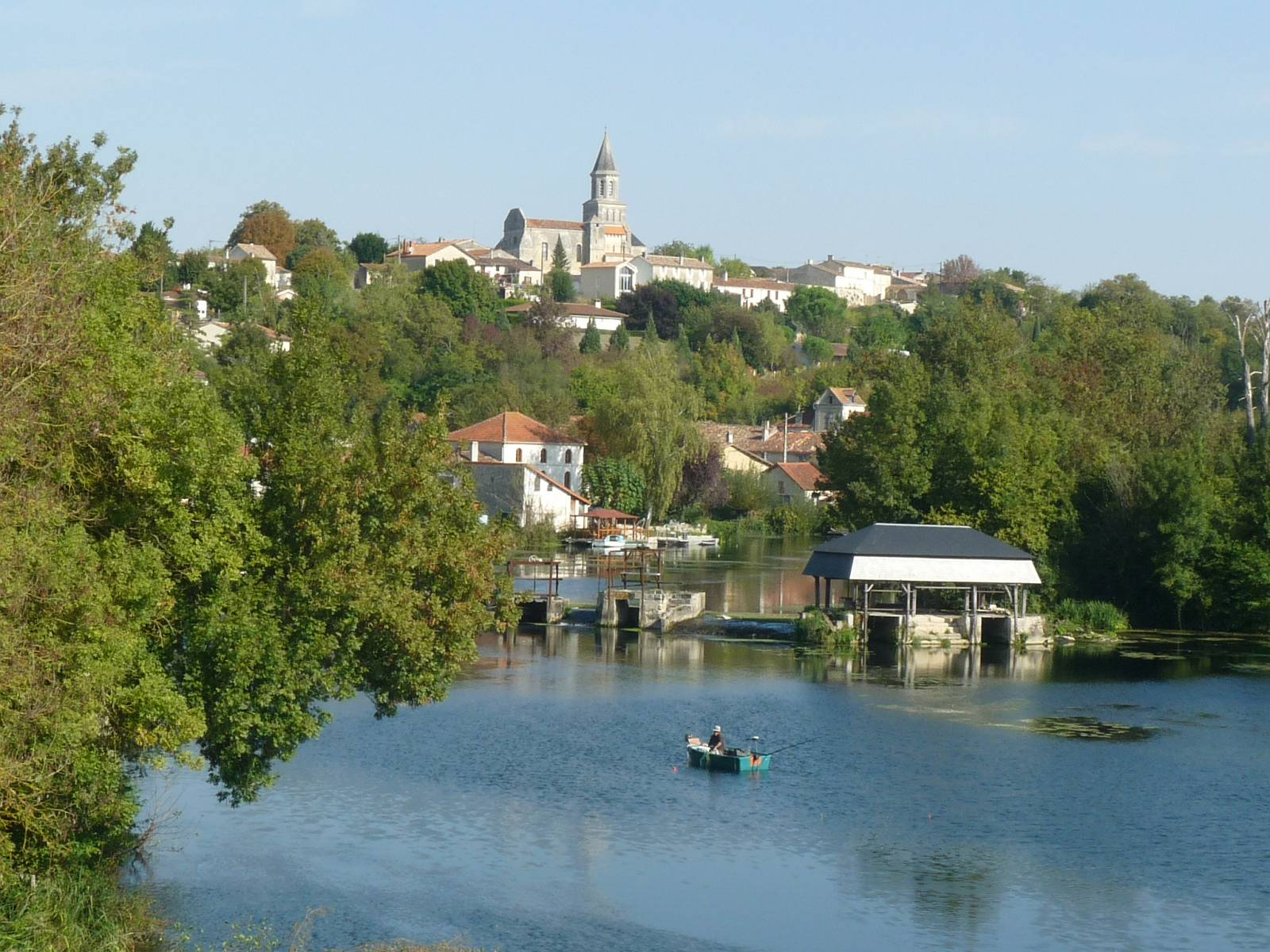
Saint-Simeux en trevlig by om floden Charente

- I departementet Charente
  - Angoulême
  - Jarnac
  - Cognac
- I departementet Charente-Maritime
  - Saintes
  - Tonnay-Charente
  - Rochefort.

Några byar längs floden är : 
- Verteuil-sur-Charente
- Montignac-Charente
- Saint-Simeux
- Bourg-Charente
- Chaniers
- Taillebourg
- Saint-Savinien.

## Turism

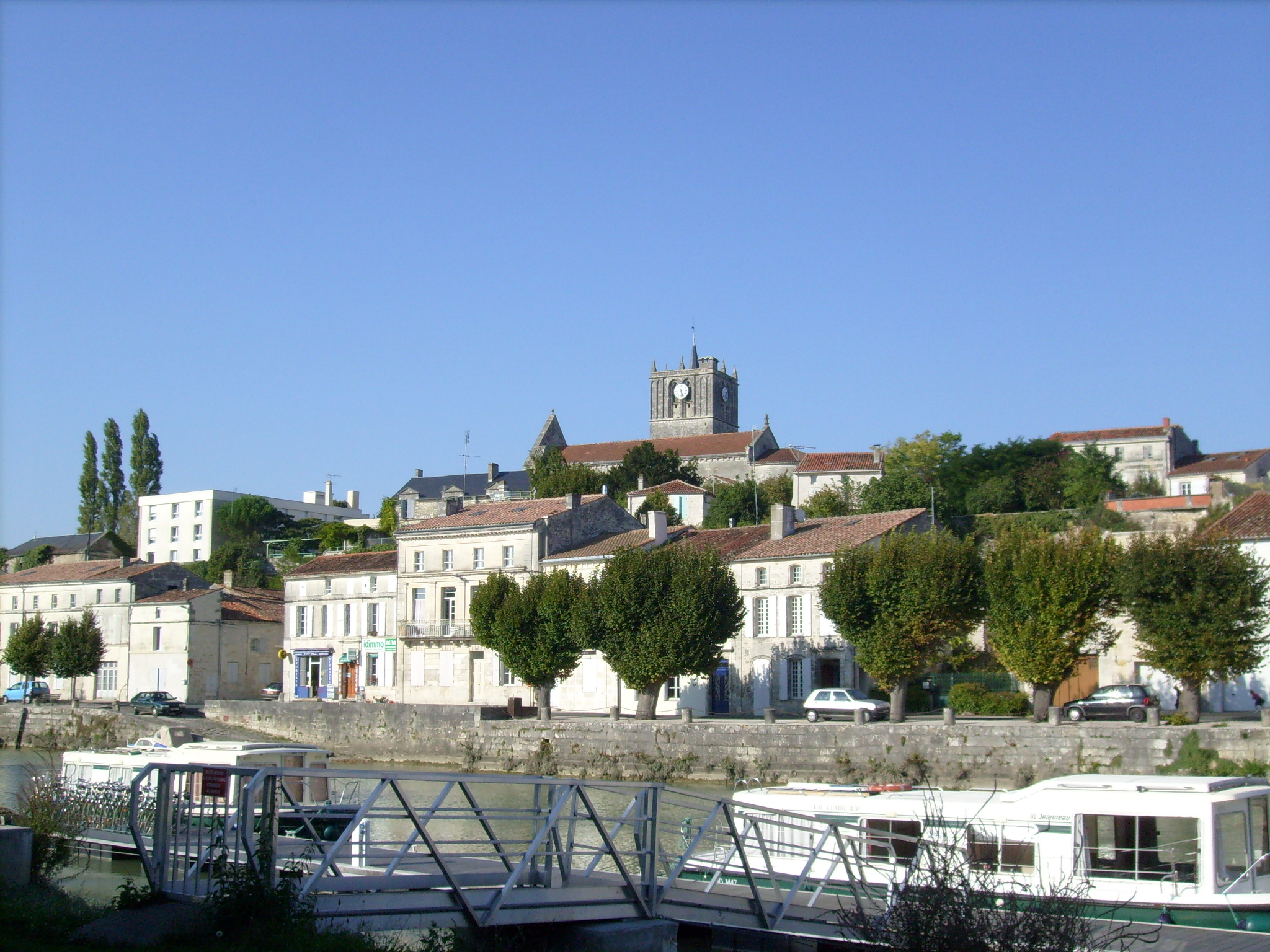
Saint-Savinien, en pittoresk by vid Charente

Floden är segelbar upp till Angoulême, det vill säga 170 km från flodmynningen. Det finns 22 slussar varav två i Charente-Maritime. Idag består trafiken på floden av fritidsbåtar och segelbåtar. Vid flodens stränder finns bland annat många slott och herrgårdar och pittoreska byar.